# Le Concert de l'Hostel Dieu
Le Concert de l'Hostel Dieu est un orchestre créé à Lyon en 1992 par Franck-Emmanuel Comte et dédiant l'essentiel de son activité au répertoire baroque.
Jouant exclusivement sur instruments anciens, l'orchestre donne 70 à 90 concerts chaque année en France et à l'étranger. 
Collaborant avec des solistes, des metteurs en scène et chorégraphes de renommée internationale, Le Concert de l'Hostel Dieu est un des acteurs majeurs de la scène baroque européenne.

## Présentation
Depuis sa création en 1992, Le Concert de l'Hostel Dieu est un acteur majeur de la scène baroque française. L'orchestre se singularise par une interprétation sensible et dynamique du répertoire vocal et instrumental du XVIIIe siècle en privilégiant systématiquement une approche historique et philologique. 
Basé à Lyon, il défend tout particulièrement l'originalité et la spécificité des manuscrits baroques conservés dans les bibliothèques de la région Auvergne-Rhône-Alpes et réalise ainsi diverses restitutions, éditions et enregistrements d’œuvres inédites, riches des liens privilégiés que Lyon entretenait avec l'Italie. En parallèle, Le Concert de l'Hostel Dieu crée de nombreux projets métissés ou interdisciplinaires qui signale l'ensemble lyonnais comme un des orchestres les plus innovants et créatifs de l'hexagone.
Sous la direction de Franck-Emmanuel Comte, Le Concert de l'Hostel Dieu donne plus de 1 500 concerts dans les capitales européennes et mondiales (Barcelone, Moscou, Londres, Édimbourg, Riga, Cracovie, Rome, Bruxelles, Madrid, Calcutta, Pékin, Shanghai,...) et lors de nombreux festivals internationaux (Montserrat, Brežice, Wallonie, Nuits de Fourvière, Ambronay, La Chaise-Dieu, Musique ancienne à Bruges, Peralada, Händel-Festspiele de Halle, Felicja Blumental Festival de Tel Aviv...). 
De nombreux concerts et extraits ont été diffusés par France Musique, France Inter, BBC Radio 3, RCF, Espace 2 de la Radio Suisse romande, Radio Vatican ou d'autres radios nationales et francophones. Certains concerts ont été diffusés sur France 3, Arte ou d'autres chaînes régionales et étrangères.
Les disques de l'orchestre, produits par divers labels (Ambronay, Ligia Digital, 1001 Notes, Outhere, Aparté) ont reçu des critiques élogieuses de la presse nationale et internationale. Dominique Dubreuil écrit par exemple : « On a plaisir, en citant chacun, à écouter ce caractère très « fondu » d'un ensemble habitué au travail collectif, mais où se perçoivent constamment des individualités de timbre et des nuances de sentiment. »
L'orchestre voit ses projets portés à l'écran par le biais de multiples collaborations avec des acteurs majeurs de l'audiovisuel tels que les producteurs Ozang], Séquence, Arpeggio film] ou encore Ysée film]. Ses concerts et clips sont diffusés sur Arte, Culture Box, France 3 et de nombreuses chaînes locales et européennes. Enfin, l'orchestre participera à la future série télévisée Marie-Antoinette diffusée sur CANAL+ et BBC à partir de l'automne 2022.
Le Concert de l'Hostel Dieu collabore avec des solistes de renom, parmi lesquels Sophie Junker, Heather Newhouse, Anthea Pichanick, Giuseppina Bridelli, Sophie Junker, Raquel Camarinha, Saskia Salembier, Max Emanuel Cenčić, Romain Bockler, Céline Scheen, Floriane Hasler, Fabien Hyon, Virgile Ancely, Ana Vieira Leite ou encore Dagmar Šašková. 
Les projets du Concert de l'Hostel Dieu sont soutenus par la DRAC Auvergne-Rhône-Alpes, la Région Auvergne-Rhône-Alpes, la Ville de Lyon, l’Institut Français, le Centre National de la Musique, l'Union Européenne (programme Europe créative), l'ADAMI, la SPEDIDAM et Musique nouvelle en liberté.
L'orchestre est adhérent de la FEVIS et du syndicat Profedi].

## Historique
L'orchestre est né en décembre 1992 à l’initiative de Franck-Emmanuel Comte, alors étudiant au CNSMD de Lyon. Avec le soutien de médecins de l’Hostel Dieu, institution médicale lyonnaise multi-séculaire, l’ensemble anime de 1992 à 1994 deux saisons de concerts dans les bâtiments du Grand Hôtel-Dieu (chapelle, cours, réfectoire). Un lien fidèle est ainsi créé avec le public lyonnais et les collectivités locales qui, assez rapidement, apportent leur soutien. 
En 1994, l’ensemble quitte les bâtiments de l’institution médicale, qui bientôt amorcera une belle mue architecturale et fonctionnelle. Se produisant dans diverses salles ou églises de la métropole lyonnaise, il développe une saison « hors les murs », d'abord en autoproduction, puis en partenariat avec différentes institutions culturelles du territoire. 
Autour des années 2000, sa notoriété s’établit en France puis à l’étranger, par le biais de nombreuses tournées. Il enregistre son premier disque en 1997 (Alceste / G.F Händel), une vingtaine d’autres enregistrements suivront. Le dernier en date, sorti en octobre 2020 (La Francesina / G.F Handel) avec Sophie Junker, reçoit de nombreuses récompenses de la presse internationale. Il est élu « Disque de l’année 2021 » par l’International Classical Music Awards dans la catégorie « Baroque vocal ».

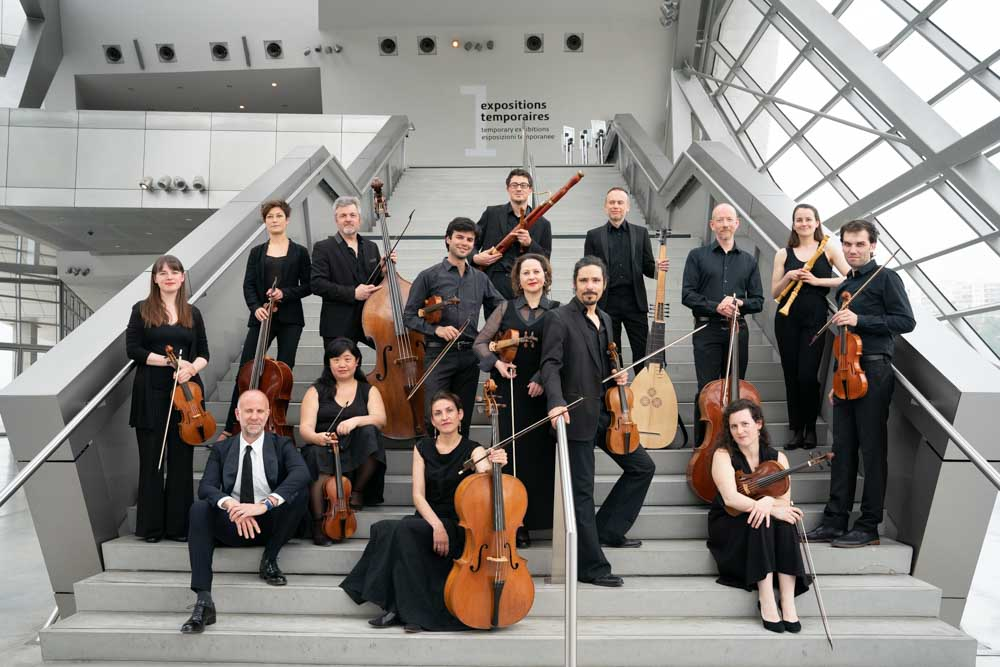
Le Concert de l'Hostel Dieu

## Répertoire

### Valorisation du patrimoine musical lyonnais
Le Concert de l'Hostel Dieu s'inscrit dans une démarche de valorisation de manuscrits inédits du fonds ancien de la Bibliothèque municipale de Lyon. Ainsi, parmi d'autres manuscrits, ont été restitués les Leçons de Ténèbres de Jean-Baptiste Gouffet à partir d'un manuscrit autographe ; le Stabat Mater de Jean-Baptiste Pergolèse d'après un manuscrit lyonnais qui propose une version réorchestrée pour cinq solistes et huit instrumentistes, laissant de côté la voix de contre-ténor alors disparue des usages lyonnais, et Il martirio di Sant'Orsola, oratorio de Alessandro Scarlatti. 
Le 21 mars 2022, Le Concert de l'Hostel Dieu présente en première mondiale à l'Auditorium de Lyon Il Paradiso perduto, oratorio de Luigi da Mancia. Filmé par le producteur Séquence, il fera l'objet d'une sortie discographique en 2023 (label Aparté) et d'une diffusion sur la chaîne France 3.

### Baroque métissé
Franck-Emmanuel Comte s'intéresse aux cousinages stylistiques entre différentes cultures et différentes époques, et aux correspondances entre les musiques de l'écrit et les répertoires de l'oralité. Ainsi, il explore de plusieurs façons les sonorités voisines et contemporaines de l'époque baroque, suscitant des ouvertures avec des musiques d'autres rivages, comme par exemple le concert Salsa y barroco ! en 2012, « fusion des styles tout en délicatesse » ou le Stabat Mater de Pergolèse, intégrant à l'oeuvre « des chansons populaires napolitaines, des tarentelles, faisant ainsi du poème latin une sorte de mille-feuilles, alternant profane et sacré ».
En 2018 au festival des Nuits de Fourvière, Le Concert de l'Hostel Dieu crée Foli], ballet chorégraphié par Mourad Merzouki. Rencontre entre la musique baroque, la danse hip-hop et la musique électro, cette création originale reçoit un succès phénoménal. Représenté à ce jour devant plus de 100 000 spectateurs, Folia poursuit ses tournées en France et à l'étranger au cours de plus de 120 représentations. 

#### Sélection de productions baroque métissé
- 2007 : Laudes italiennes avec le chœur corse Tavagna au Festival de La Chaise Dieu
- 2011 : Charpentier, entre orient et occident avec l'ensemble Marrackchi Joussour à Marrakech et à Lyon
- 2012 : Salsa y barroco! au Festival Musical de Namur et à Lyon
- 2013 : Shakespeare in love, poésie, théâtre et danse à l'Amphithéâtre de l'Opéra de Lyon
- 2014 : Leçons de Ténèbres de Couperin et raga indiens[9]
- 2015 : Swinging Rameau, musique baroque et jazz, thèmes extraits des Indes Galantes de Jean-Philippe Rameau
- 2016 : Babylon Cosmos Tour, cabaret "barock'n pop", mis en scène par Gaëtan Aubry
- 2016 : Les nouvelles métamorphoses, collaboration avec les comédiens Jacques Chambon et Franck Pitiot
- 2017 : Marco polo, carnet de mirages (musique baroque vénitienne, musique persane et slam)
- 2018 : Folia, rencontre entre la musique baroque, les musiques électroniques et la chorégraphie hip-hop de Mourad Merzouki
- 2021 : FugaCités, rencontre entre la musique baroque et les arts hip-hop (danse, beatbox, slam)

## Raisons d'être
- Favoriser un fonctionnement en collectif artistique, en co-construction des projets (équipes, partenaires, réseaux d’échange) et en gestion participative de l’association (gouvernance partagée, organigramme horizontal).

- Rendre accessible le répertoire à un large public, dans une dynamique intergénérationnelle et multi-territoriale en s’efforçant de porter son message musical et humain avec spontanéité et générosité auprès de tous les publics, connaisseurs ou non.

- Transmettre ses connaissances, ses savoir-faire et sa passion auprès du jeune public et des publics éloignés de l’offre culturelle dans un esprit de solidarité et de partage, et accompagner l’émergence professionnelle par des actions de formation et d’intégration.

- Contribuer aux enjeux du développement durable en luttant contre les discriminations par la défense de ses valeurs en faveur de l’égalité femmes/hommes, de la diversité et de l’environnement ; et en préservant la planète et inscrivant l’ensemble de ses actions de production, de fonctionnement et d’accueil du public dans un esprit de développement durable et de respect de l'environnement.

À ce titre, l'orchestre est adhérent des associations ARVIV] et HF AUR].

## Rayonnement international
L’orchestre développe à la fois une diffusion régulière mais également des échanges artistiques enrichissants. Au cours des années précédentes, il a ainsi réalisé des échanges avec divers ensembles européens, se matérialisant par des accueils mutuels des chefs ou d’artistes membres de ces ensembles, ou de l’ensemble dans son intégralité. Il collabore ainsi avec le Collegium Musicum de Riga, l’ensemble portugais Divino Sospir], les ensembles italiens L’Astrée et Les Nations.
ll co-construit également des projets créés et réalisés avec des artistes ou ensembles extra-européens. Ces projets donnent lieu à des résidences et à des tournées à la fois en France et dans les pays d’accueil. Témoins de ces collaborations, les tournées réalisées en Inde et en Chine au cours des dernières saisons attestent de la plus-value humaine et artistique de ces créations collectives.

## Transmission

### Saison jeune public
En partenariat avec le Centre scolaire Saint-Mar], l'orchestre développe une saison à destination du jeune publi], à la salle Sainte-Hélène, son lieu de travail et de création.
En 2021, trois formes musicales innovantes et interdisciplinaires ont été créées et présentées lors de onze représentations aux enfants de l’Académie de Lyon. Ces trois propositions originales, réunies dans le triptyque FugaCité], illustrent les liens entre la musique baroque et les cultures urbaines.

### Campus baroque

#### L'université partenaire
En partenariat avec l’Université Catholique de Lyon et dans le cadre du projet Campus Baroque, l'orchestre développe des actions de création artistique et de médiation sur les campus Saint-Paul et Carnot de l’université.
Chaque nouvelle saison, des créations originales et interactives y sont ainsi proposées, à la fois aux étudiants et aux enseignants. Celles-ci intègrent à différents niveaux le talent et les propositions des étudiants qui contribuent ainsi à faire des projets du Concert de l’Hostel Dieu des réalisations ouvertes, connectées et accessibles.

#### Enseignement supérieur
En parallèle, deux membres de l’ensemble animent un cours dans le cadre du département Formation humaine :
- Mehdi Krüge], écriture et slam : ce module intitulé "Créativité et éloquence" a pour objectif de développer sa réflexion et son sens critique par la pratique artistique.

- Franck-Emmanuel Comte, esthétique baroque : ce module intitulé "Le baroque dans tous ses états" a pour objectif une connaissance globale de l’univers musical du XVIIe et XVIIIe siècles en Europe.

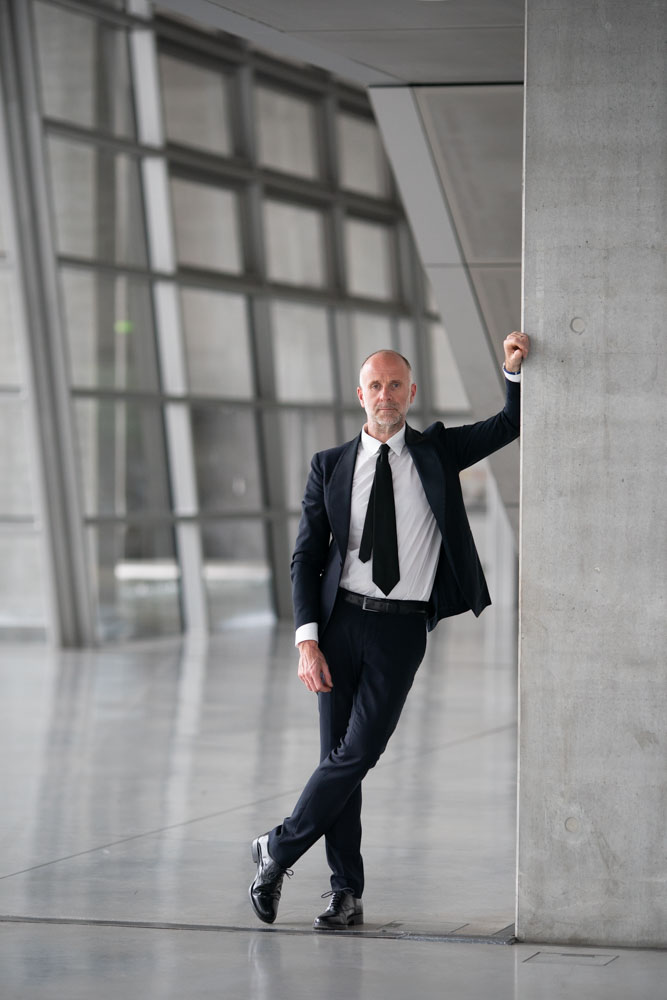
Franck-Emmanuel Comte, directeur artistique du Concert de l'Hostel Dieu

### Soutien à l'émergence professionnelle
Le Concert de l’Hostel Dieu est le partenaire principal du Concours International de chant baroque de Frovill]. L’ensemble accompagne les candidats finalistes lors du concours qui a lieu chaque année en septembre et intègre dans une production annuelle les solistes lauréats (Hasnaa Benani dans Monteverdi et l'orient mystique, Heather Newhouse et Giuseppina Bridell] dans Vivaldi & ses Muses, Raquel Camarinha et Romain Bockle] dans Apollo e Dafne…). 
Franck-Emmanuel Comte préside le jury qui accueille des personnalités telles que James Bowman, Gérard Lesne, Paul Agnew,…

### Inclusion sociale
L'orchestre est partenaire de diverses associations œuvrant dans le domaine social et de l’inclusion par la culture, comme Habitat et Humanisme, Passer’elles Buissonière] ou encore Culture du cœu]… Accueillant les bénéficiaires de ces associations à nos répétitions et concerts, il contribue à créer un lien fort entre l’art et un public souvent éloigné de l’offre culturelle.
Par ailleurs, il crée régulièrement des projets d’envergure visant à associer pleinement ce public à la création d’un spectacle. En 2021-2022, son action s'est porté autour de l’animation d’une « Chorale solidair] » accueillant des femmes de tous horizons et cultures, en situation d’isolement. Pour ce projet, il a reçu le soutien de la Fondation Monoprix et de la Fondation SNCF.

## Membres de l'orchestre
| Pupitre            | Instrumentistes                                                                                     |
| ------------------ | --------------------------------------------------------------------------------------------------- |
| Direction          | Franck-Emmanuel Comte                                                                               |
| Premier violon     | Reynier Guerrer]                                                                                    |
| Violon             | vAndré Costa, Minori Deguchi, Angélina Holzhofer, Sayaka Shinoda, Véronique Bouilloux, Boris Kapfer |
| Alto               | Florian Verhaegen, Myriam Cambreling, Aurélie Métivier                                              |
| Violoncelle        | Benoît Morel, Aude Walker-Viry, Clara Fellmann                                                      |
| Théorbe et guitare | Ulrik Gaston Larsen, Nicolas Muzy                                                                   |
| Contrebasse        | Nicolas Janot                                                                                       |
| Hautbois           | Maria Raffaele, Élisabeth Passot                                                                    |
| Basson             | Florian Gazagne                                                                                     |
| Orgue et clavecin  | Caroline Huynh-Van-Xuan, Gwenaël Dubois                                                             |
| Percussion         | David Bruley                                                                                        |
| Baryton            | Virgile Ancely                                                                                      |

## Artistes invités
| Pupitre          | Noms                  |
| ---------------- | --------------------- |
| Direction        | Paul Agnew            |
| Direction        | Maris Kupsc           |
| Soprano          | Heather Newhouse      |
| Soprano          | Sophie Junker         |
| Soprano          | Anara Khassenova      |
| Mezzo-soprano    | Axelle Verner         |
| Soprano          | Céline Scheen         |
| Mezzo-soprano    | Giuseppina Bridelli   |
| Mezzo-soprano    | Floriane Hasler       |
| Ténor            | Fabien Hyon           |
| Soprano          | Ana Vieira Leite      |
| Mezzo-soprano    | Dagmar Šašková        |
| Basse            | Salvo Vitale          |
| Mezzo-soprano    | Lila Hajosi           |
| Baryton          | Romain Bockler        |
| Mezzo-soprano    | Saskia Salembier      |
| Soprano          | Cindy Favre-Victoire  |
| Soprano          | Gwendoline Blondeel   |
| Compositeur      | David Chalmin         |
| Compositeur      | Martyn Harry          |
| Metteur en scène | Pierre-Alain Four     |
| Metteur en scène | Bérénice Collet       |
| Metteur en scène | Bruno Fontaine        |
| Comédiens        | Jacques Chambon       |
| Comédiens        | Franck Pitiot         |
| Slameur          | Cocteau Mot Lotov     |
| Slameur          | Mehdi Krüger          |
| Chorégraphe      | Mourad Merzouki       |
| Danseur          | Jérôme Oussou         |
| Human beatbox    | Tiko (Nicolas Giemza) |

## Discographie
- 1997 : Alceste de Georg Friedrich Haendel (Media)
- 2000 : Sibaris de Jean-Philippe Rameau (Pierre Vérany/Concorde)
- 2005 : Haendel en Italie : Dixit Dominus, Gloria et Nisi Dominus, enregistré par Radio France le 19 août 2005 au 39e Festival de La Chaise Dieu[13])
- 2005 : La bellissima speranza d'Alessandro Stradella (Ligia Digital/Harmonia Mundi)
- 2006 : Le Martyre de Sainte Ursule d'Alessandro Scarlatti, enregistré par Radio France le 31 août 2006 au 40e Festival de La Chaise Dieu (Ligia Digital/Harmonia Mundi)
- 2006 : Les Trois leçons de ténèbres de Jean-Baptiste Gouffet (Pierre Vérany/Concorde)
- 2007 : Carolan's dream (Athos production)
- 2009 : Belle Virginie (Ambronay)
- 2009 : Carolan's Dream de Turlough O'Carolan (Calliope/Harmonia Mundi)
- 2011 : A Shakespeare Fantasy (Ligia Digital)
- 2013 : Vivaldi Gloria d'Antonio Vivaldi (Baroque & Plus/CHD)
- 2013 : Stabat Mater de Pergolèse (Baroque & Plus/CHD)
- 2013 : Vivaldi & ses muses, direction Hugo Peraldo, enregistré les 23 et 24 novembre 2013 au Temple Lanterne, Lyon (Baroque & Plus)
- 2013 : Un Noël méditerranéen, enregistré les 15 et 17 décembre 2013 à la Chapelle Saint-Marc, Lyon (Baroque & Plus)
- 2013 : La Ciaccona (Baroque & Plus/CHD)
- 2013 : Mozart en Italie de Wolfgang Amadeus Mozart (Baroque & Plus/CHD)
- 2013 : Monteverdi & l'Orient mystique de Claudio Monteverdi (Baroque & Plus/CHD)
- 2014 : Leçons de Ténèbres et Râga de la nuit (Baroque & Plus)
- 2015 : Mozart, Grande Messe en ut (Baroque & Plus) enregistré en aout 2014 à l'Abbaye de Fontenay
- 2018 : Marco Polo, carnets de mirages (label 1001 Notes, enregistrement studio)
- 2019 : Stabat Mater de Pergolèse (ICSM Records)
- 2019 : Folia, bande-son de la chorégraphie hip hop de Mourad Merzouki (label 1001 Notes, enregistrement studio)
- 2019 : Duel : Porpora et Handel à Londres, avec la mezzo-soprano Giuseppina Bridelli (label Arcana/Outhere, enregistrement studio)
- 2020 : La Francesina, avec la soprano Sophie Junker (label Aparté) enregistré en juin 2019 au Temple Lanterne, Lyon